# Flavio Lyra
Flavio Henrique Lyra da Silva (? — ? de 2003) foi um engenheiro civil brasileiro, especializado em usinas hidrelétricas e presidente do Comitê Brasileiro de Barragens (CBDB) entre 24 de janeiro de 1962 a 17 de dezembro de 1976
Foi professor do curso de especialização em Obras Hidráulicas e Sanitárias da UFRJ.
Foi fundador e primeiro diretor técnico de Furnas Centrais Elétricas S.A.. Trabalhou nos projetos das usinas de Furnas, Itumbiara, Estreito, Tucuruí e muitas outras.